# Rec. 2100
Rec. 2100 또는 BT.2100이라는 약어로 흔히 알려진 ITU-R 권장 사항 BT.2100(ITU-R Recommendation BT.2100)은 전통적인 "감마" 대신 지각 양자화기(PQ [SMPTE ST 2084]) 또는 하이브리드 로그 감마(HLG) 전달 함수의 사용을 권장하여 HDR-TV(High-Dynamic-Range Television)를 도입했다. 이전에는 SDR-TV에 사용되었다.
이는 디스플레이 해상도(HDTV 및 UHDTV), 프레임 레이트, 크로마 서브샘플링, 비트 심도, 색 공간, 원색, 화이트 포인트, 전달 함수 등 HDR-TV의 다양한 측면을 정의한다. 2016년 7월 4일 국제전기통신연합(ITU) 홈페이지에 게시된 글이다. Rec. 2100은 Rec. 2020과 동일한 WCG(광색역)를 사용한다.

## 기술적 세부사항

### 전송 함수
Rec. 2100은 지각적 양자화(PQ)와 하이브리드 로그-감마(HLG)의 두 가지 HDR 전송 함수 세트를 정의한다. HLG는 Rec. 2100에서 공칭 최대 휘도 1,000 cd/m2 및 배경 휘도에 따라 조정될 수 있는 시스템 감마 값을 지원한다. 참조 시청 환경에서 디스플레이의 최대 휘도는 작은 영역 하이라이트의 경우 1000 cd/m2 이상이어야 하며, 검정 수준은 0.005 cd/m2 이하여야 한다. 주변광은 5 cd/m2여야 하며 표준 광원 D65에서 중성 회색이어야 한다.
각 세트 내에서 문서화된 전송 함수에는 다음이 포함된다:
- 비선형 신호 값을 디스플레이 광으로 매핑하는 전기광학 전송 함수(EOTF)
- 상대 장면 선형 광을 디스플레이 선형 광으로 매핑하는 광학-광학 전송 함수(OOTF)
- 상대 장면 선형 광을 비선형 신호 값으로 매핑하는 광전자 전송 함수(OETF)

### 시스템 색도계

Rec. 2100 (HDR-TV) 색 공간이 삼각형으로 표시되고 원색의 위치가 표시된 CIE 1931 색도도. Rec. 2100은 광원 D65를 화이트 포인트로 사용한다.

Rec. 2100은 광역 색 영역인 Rec. 2020과 동일한 원색을 사용한다.
| 색 공간       | 화이트 포인트 | 화이트 포인트 | 원색  | 원색  | 원색  | 원색  | 원색  | 원색  |
| 색 공간       | xW            | yW            | xR    | yR    | xG    | yG    | xB    | yB    |
| ------------- | ------------- | ------------- | ----- | ----- | ----- | ----- | ----- | ----- |
| ITU-R BT.2100 | 0.3127        | 0.3290        | 0.708 | 0.292 | 0.170 | 0.797 | 0.131 | 0.046 |

### 해상도
Rec. 2100은 1920 × 1080("풀 HD"), 3840 × 2160("4K UHD"), 7680 × 4320("8K UHD")의 세 가지 해상도를 명시한다. 이 해상도들은 가로세로비가 16:9이며 정사각형 화소를 사용한다.

### 프레임 레이트
Rec. 2100은 다음 프레임 레이트를 명시한다: 120p, 119.88p, 100p, 60p, 59.94p, 50p, 30p, 29.97p, 25p, 24p, 23.976p. 순차 주사 방식 프레임 레이트만 허용된다.

### 디지털 표현
Rec. 2100은 샘플당 10비트 또는 12비트의 색 깊이를 명시하며, 협대역 또는 전체 범위 색상 값을 사용한다. 각 채널에 대해 IEEE 16비트 부동 소수점 표현을 사용하는 향후 사용 및 중간 선형 RGB 형식도 명시된다. 협대역 색상의 경우, 샘플당 10비트 신호는 검정 수준이 64로 정의되고, 무채색 회색 수준이 512이며, RGB, Y 및 I 인코딩에서 공칭 최대값이 940, Cb/Cr 및 Ct/Cp 구성 요소 인코딩에서 960인 비디오 레벨을 사용한다. 샘플당 12비트 신호는 검정 수준을 256으로, 회색 수준을 2048로 정의하며, RGB, Y 및 I 구성 요소 인코딩에서 공칭 최대값이 3760, Cb/Cr 및 Ct/Cp 구성 요소 인코딩에서 3840이다. 협대역 신호는 검정색 아래 또는 최대 흰색 위로 확장될 수 있지만(각각 슈퍼 블랙 및 슈퍼 화이트), 10비트 신호의 경우 4-1019, 12비트 신호의 경우 16-4079의 신호 범위로 항상 클리핑되어야 한다.

### 신호 형식
Rec. 2100은 RGB, YCbCr 및 ICtCp의 사용을 명시한다. ICtCp는 고동적 범위(HDR) 및 광역 색 영역 신호(WCG)를 위해 설계된 향상된 색상 표현을 제공한다.

### 루마 계수
Rec. 2100은 4:4:4, 4:2:2 및 4:2:0 크로마 서브샘플링을 지원하는 RGB, YCbCr 및 ICtCp 신호 형식을 허용한다. Rec. 2100은 루마(Y') 신호가 생성되는 경우 Rec. 2020과 동일한 행렬 계수(빨강 0.2627, 녹색 0.678, 파랑 0.0593)를 사용하도록 명시한다(BT.2020 원색 및 화이트 포인트에서 파생).

### 크로마 샘플 위치
Rec. BT.2020 이전에 사용되던 크로마 샘플 위치는 중앙 왼쪽이었다. 그러나 H.265 (2018-02)에서는 BT.2020-2 및 BT.2100-1에 대해 왼쪽 상단 크로마 배치를 의무화했으며, 이는 VUI (비디오 사용 정보)에 그렇게 설명되어야 한다. VUI의 첫 번째 값은 왼쪽 상단 크로마의 경우 2, 중앙 왼쪽의 경우 0이어야 한다. 블루레이도 돌비 비전을 포함한 HDR에 왼쪽 상단 크로마를 사용한다.